# Valsolda

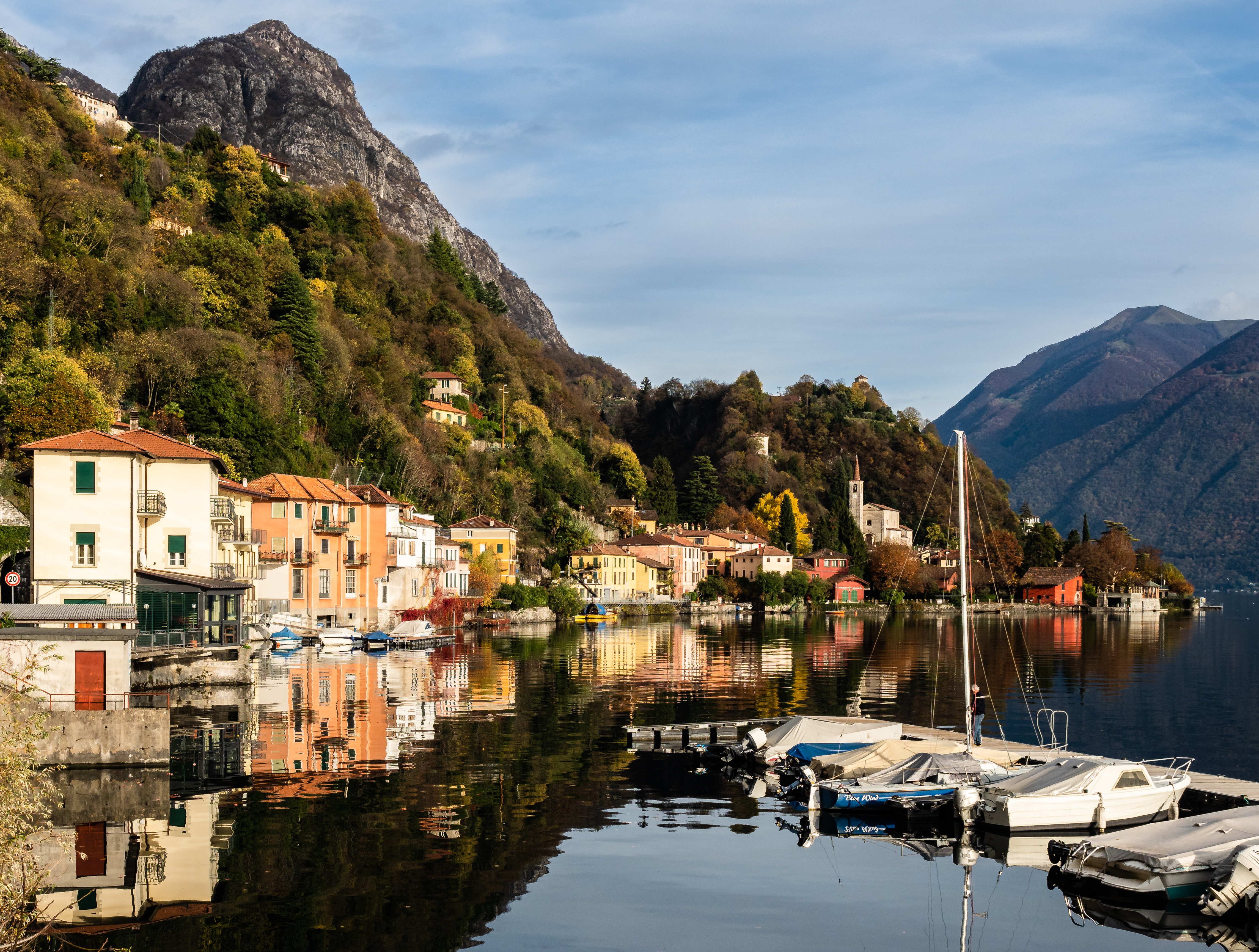
Ortsteil San Mamete

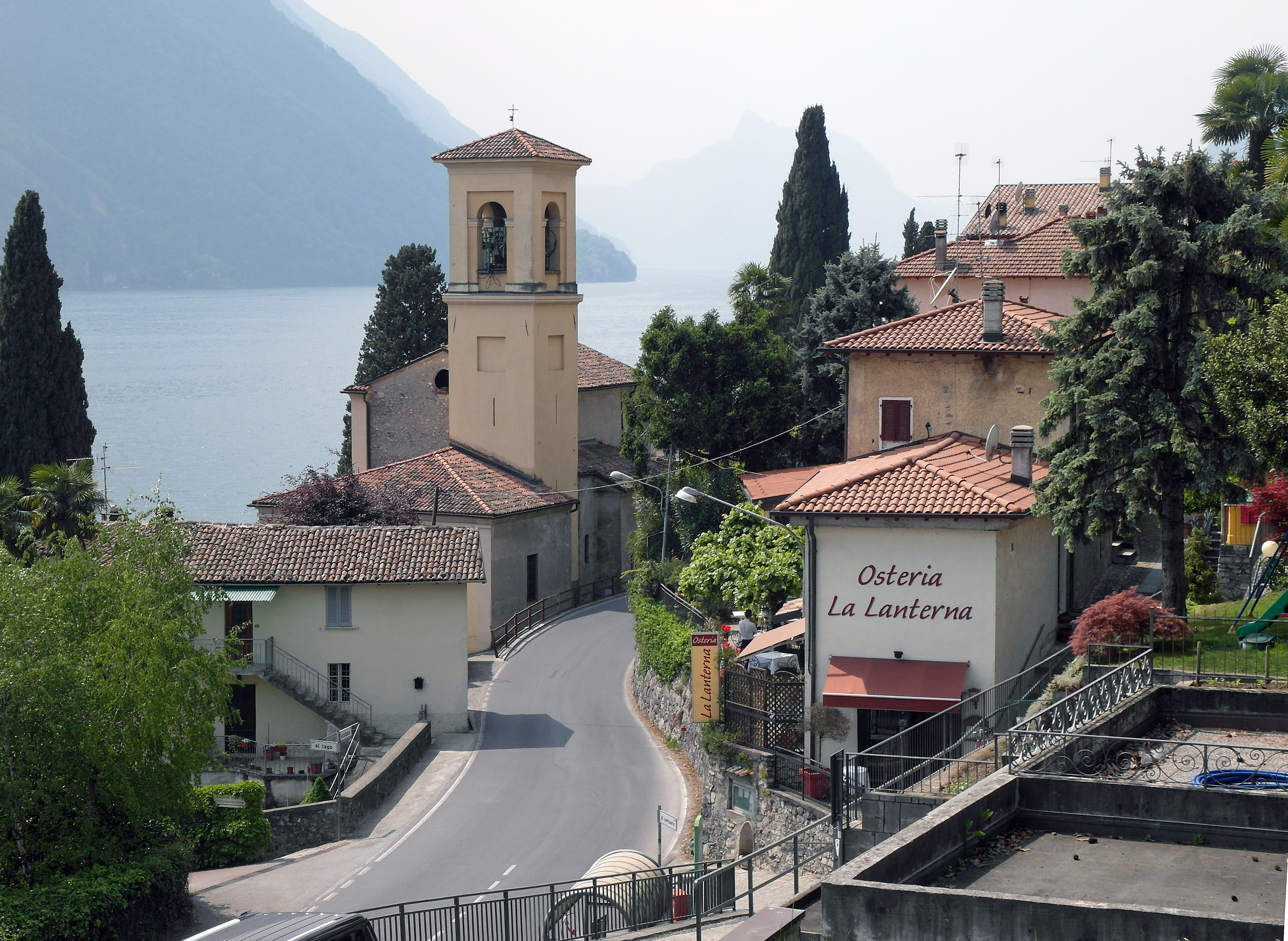
Ortsteil Cressogno

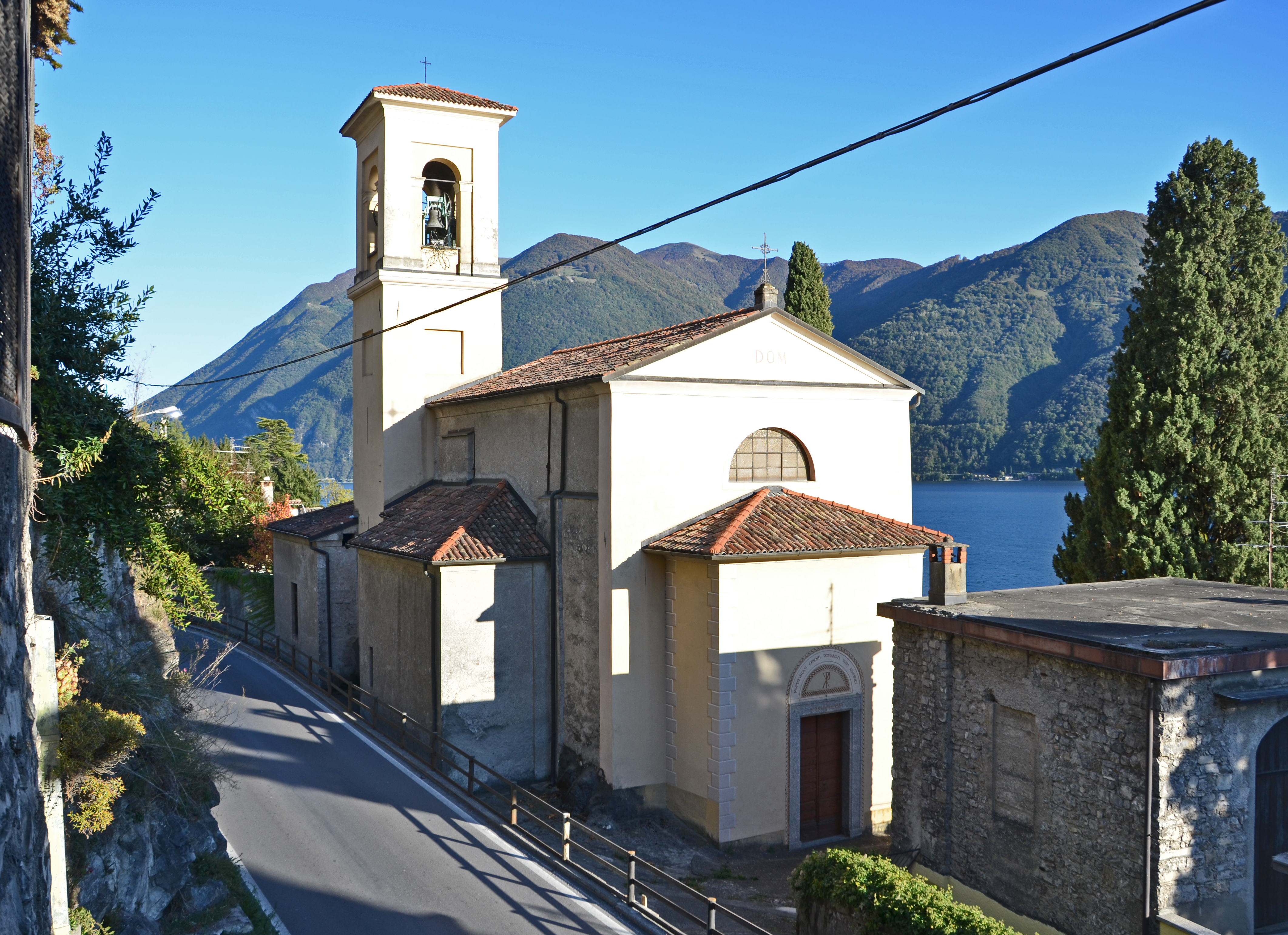
Kirche San Nicolao im Ortsteil Cressogno

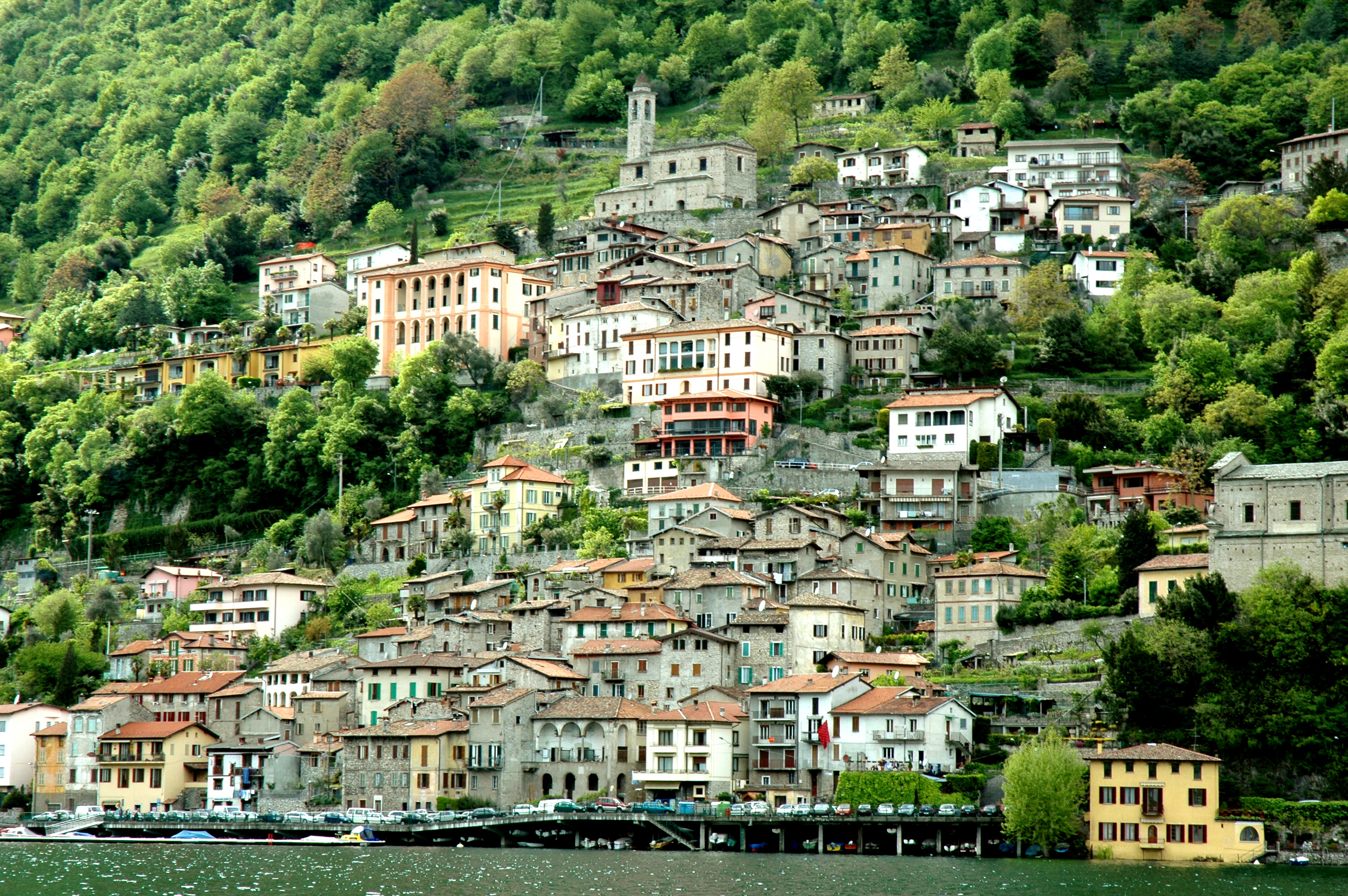
Ortsteil Albogasio

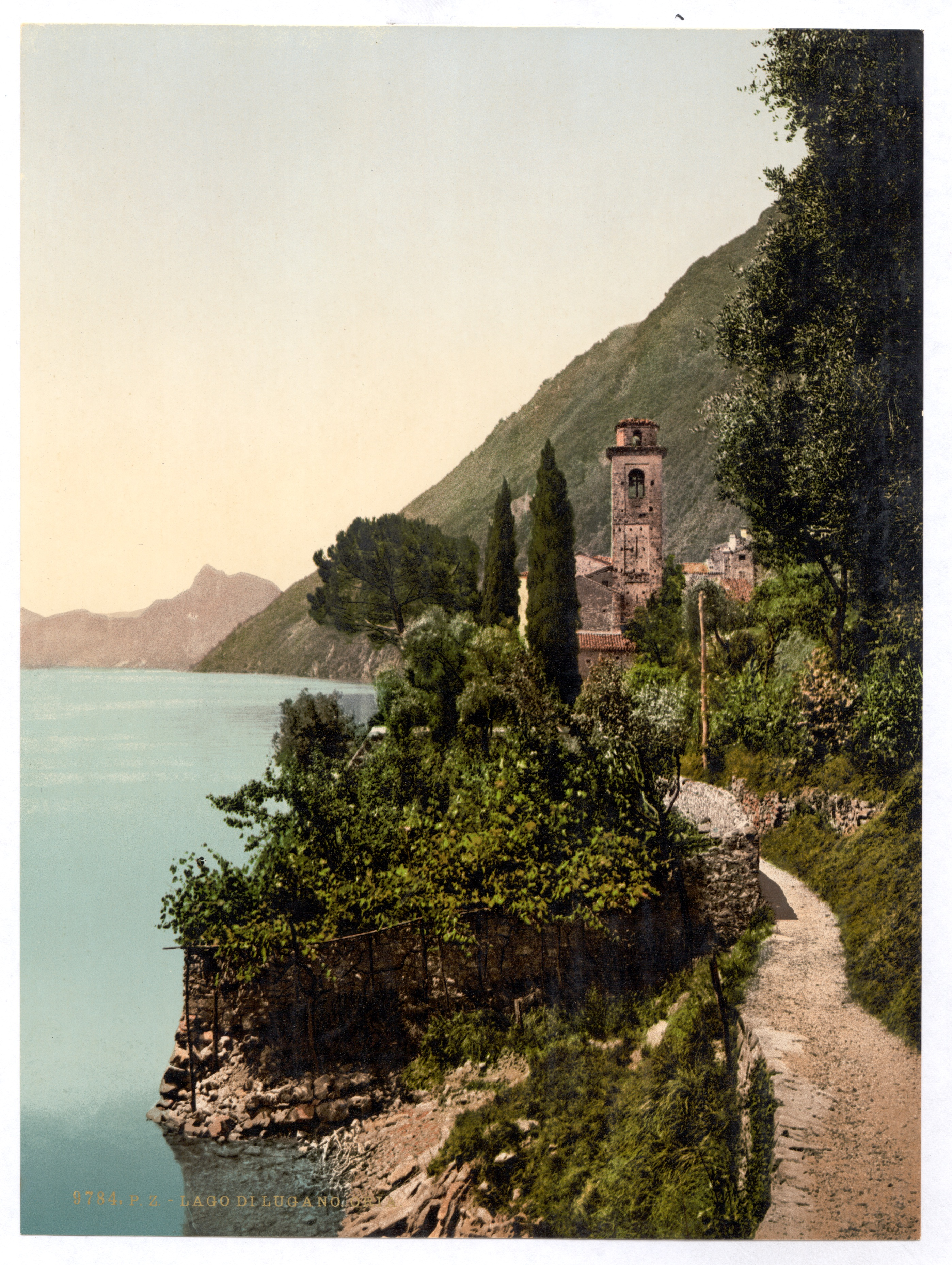
Ortsteil Oria (zwischen 1890 und 1900)

Valsolda ist eine italienische Gemeinde (comune) in der Provinz Como in der Region Lombardei mit 1426 Einwohnern (Stand 31. Dezember 2023).

## Geographie
Die Streugemeinde Valsolda liegt am nordöstlichen Arm des Luganersees und bedeckt eine Fläche von 31,74 km². Sie setzt sich aus elf Fraktionen zusammen. Von diesen liegen einige am Ufer des Sees, wie Cressogno, San Mamete, Albogasio, Oria und Santa Margherita – am gegenüberliegenden Ufer, südlich des Sees, andere an den Berghängen, wie Loggio, Drano, Puria, 
Dasio und Castello. Der Gemeindesitz liegt in San Mamete. Die angrenzenden Gemeinden sind: Claino con Osteno, Alta Valle Intelvi, Lugano (CH), Porlezza und Val Rezzo.

## Bevölkerungsentwicklung
| Jahr      | 1861 | 1871 | 1881 | 1901 | 1921 | 1931 | 1936 | 1951 | 1971 | 1991 | 2001 | 2011 |
| Einwohner | 1584 | 1498 | 1629 | 1592 | 1931 | 1762 | 1705 | 1812 | 2296 | 1915 | 1730 | 1647 |

Quelle: ISTAT

## Verkehr
Valsolda liegt an der Staatsstraße 340. Von der Schweizer Grenze bis zum Ort Cressogno führt ein neu erbauter Tunnel unter dem Valsoldatal durch (sieben Kilometer der Statale Regina 340). Nach über 25 Jahren Bauzeit und immer wieder erfolgten Verschiebungen wurde der Tunnel im Oktober 2012 eröffnet.

## Sonstiges
Valsolda ist der Schauplatz einiger Romane von Antonio Fogazzaro (Piccolo mondo antico, Malombra) und von Brunella Gasperini.

## Sehenswürdigkeiten
- Kirche San Mamete und Agapito in der Fraktion San Mamete[4][5]
- Kirche San Sebastiano im Ortsteil Oria[6][7]
- Villa Fogazzaro Roi im Ortsteil Oria
- Kirche Sant’Ambrogio in der Fraktion Albogasio Superiore[8][9]
- Villa Salve (Affaitati) und Palazzo delle Colonne in der Fraktion Albogasio Superiore[10]
- Kirche Santa Maria Annunciata in Fraktion Albogasio Inferiore[11][12]
- Kirche San Martino in der Fraktion Castello[13][14]
- Museum Paolo Pagani in der Fraktion Castello[15][16]
- Wohnhaus mit Fresko in via Jamucci 16[17]
- Kirche Maria Assunta in der Fraktion Puria[18][19]
- Wohnhaus mit Fresken[20]
- Kirche San Bartolomeo in der Fraktion Loggio[21][22]
- Oratorium San Carlo in Esquilino[23]
- Kirche Santi Innocenti in der Fraktion Drano[24][25]
- Kirche San Bernardino in der Fraktion Dasio[26][27]
- Wallfahrtskirche Madonna della Caravina in der Fraktion Cressogno. Die erste Kirche, wahrscheinlich zwischen 1632 und 1639, wurde in das Presbyterium eines neuen und größeren Gebäudes umgewandelt. Die neue Struktur wurde vom Architekten Carlo Buzzi entworfen und von dem Baumeister Battista Paracca ausgeführt. Die Kirche wurde 1643 fertiggestellt und später mit den Stuckarbeiten von Giovanni Prandi von Porlezza geschmückt. Ab 1648 malten Isidoro Bianchi und sein Neffe Girolamo das Presbyterium und die Seitenkapellen. Von der ursprünglichen Kirche ist das Fresko des Wunders am Hochaltar erhalten geblieben.[28][29]
- Kirche San Nicola di Bari in der Fraktion Cressogno[30][31]
- Oratorium San Carlo in der Fraktion Cressogno[32]

## Fotos

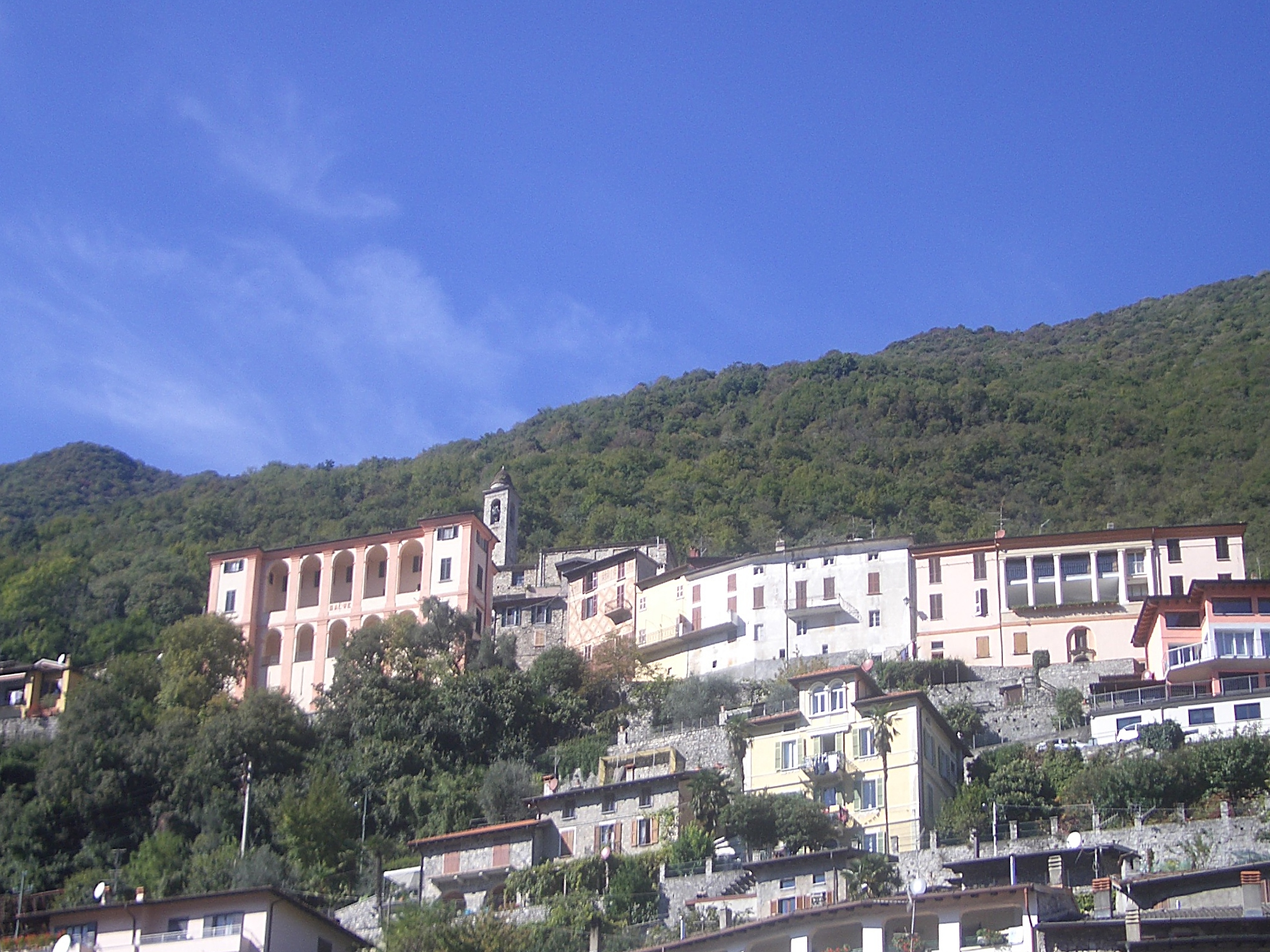
Albogasio Superiore
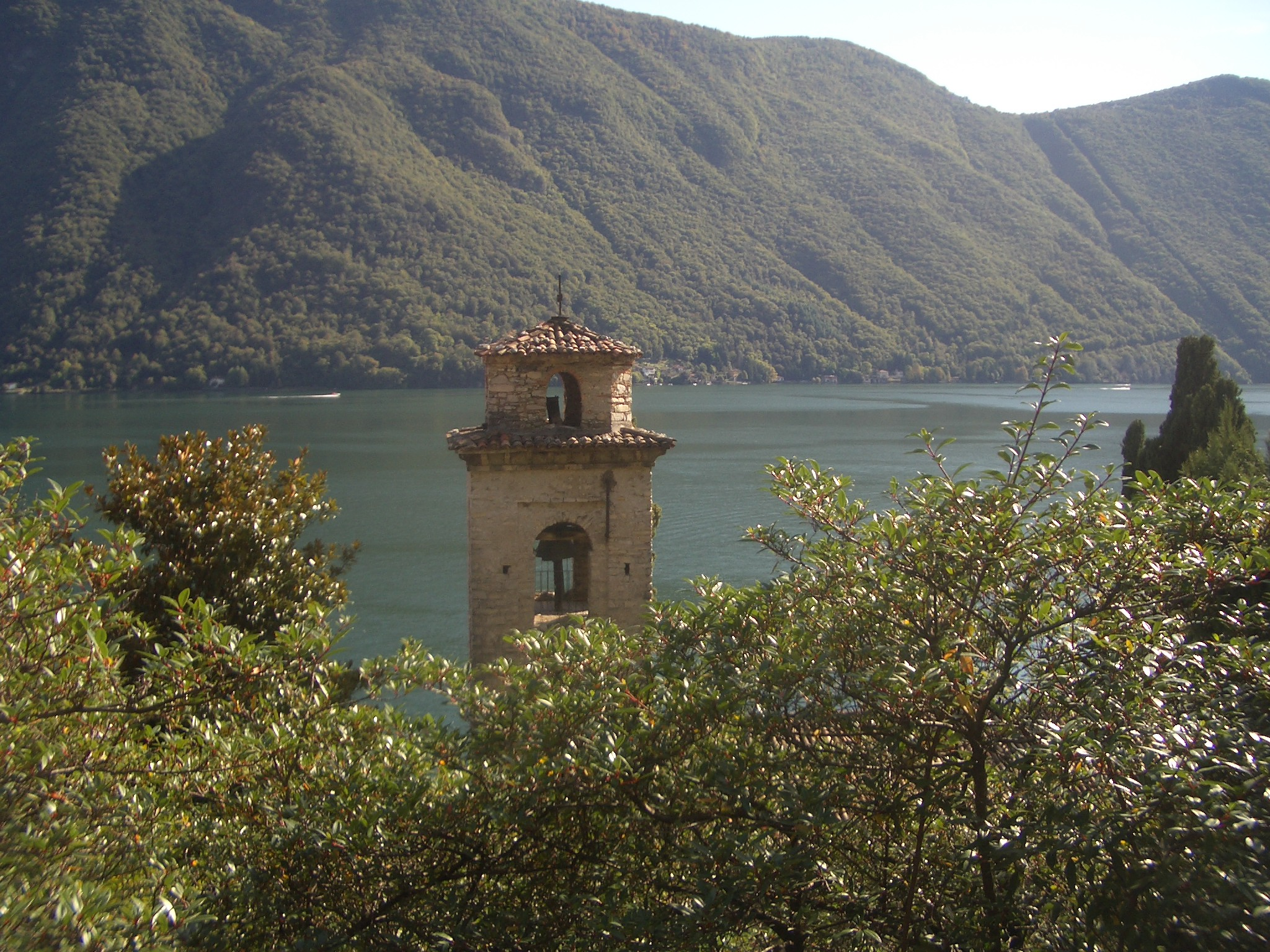
Campanile der Kirche San Sebastiano in Oria
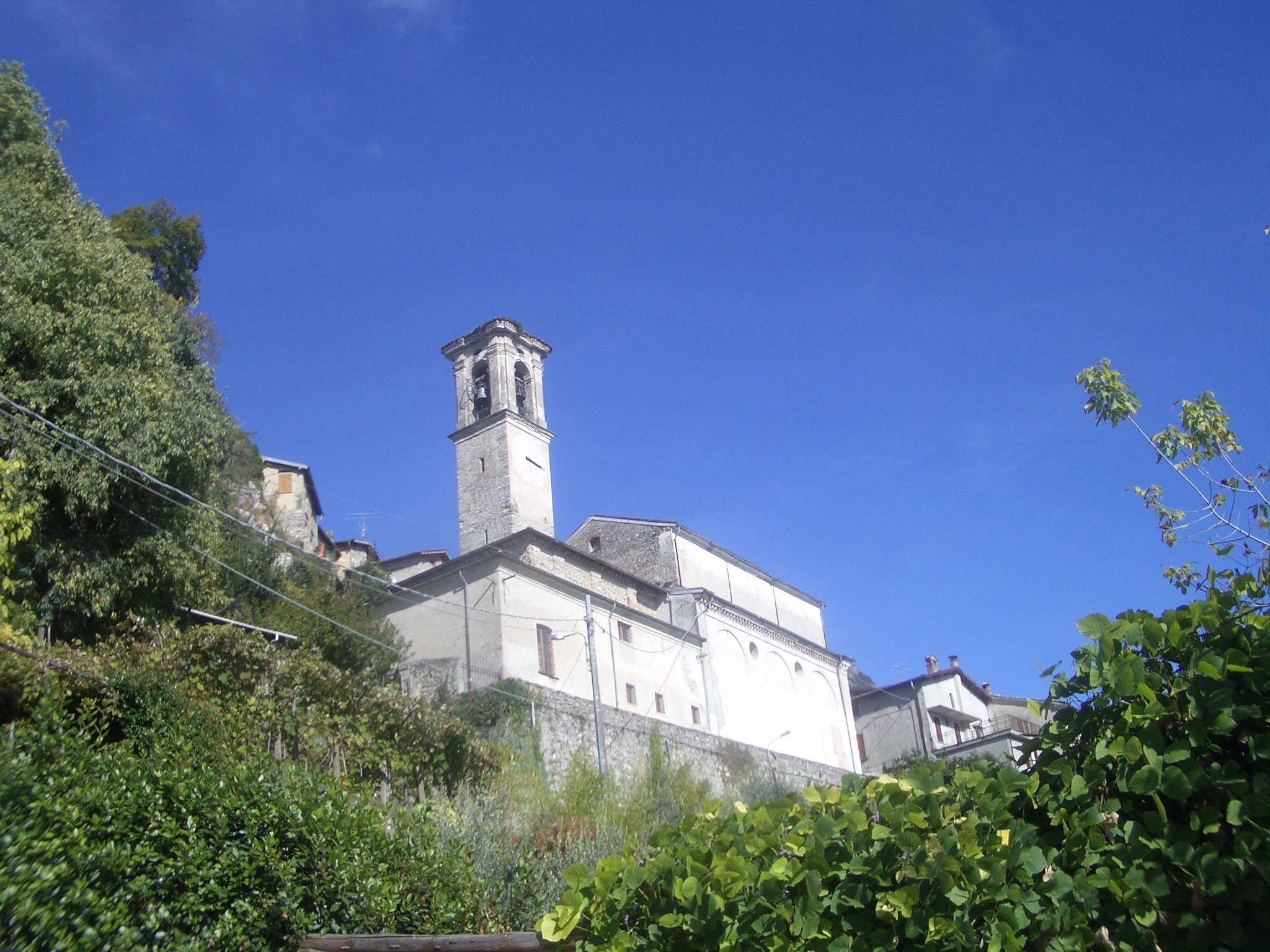
Castello, Kirche San Martino
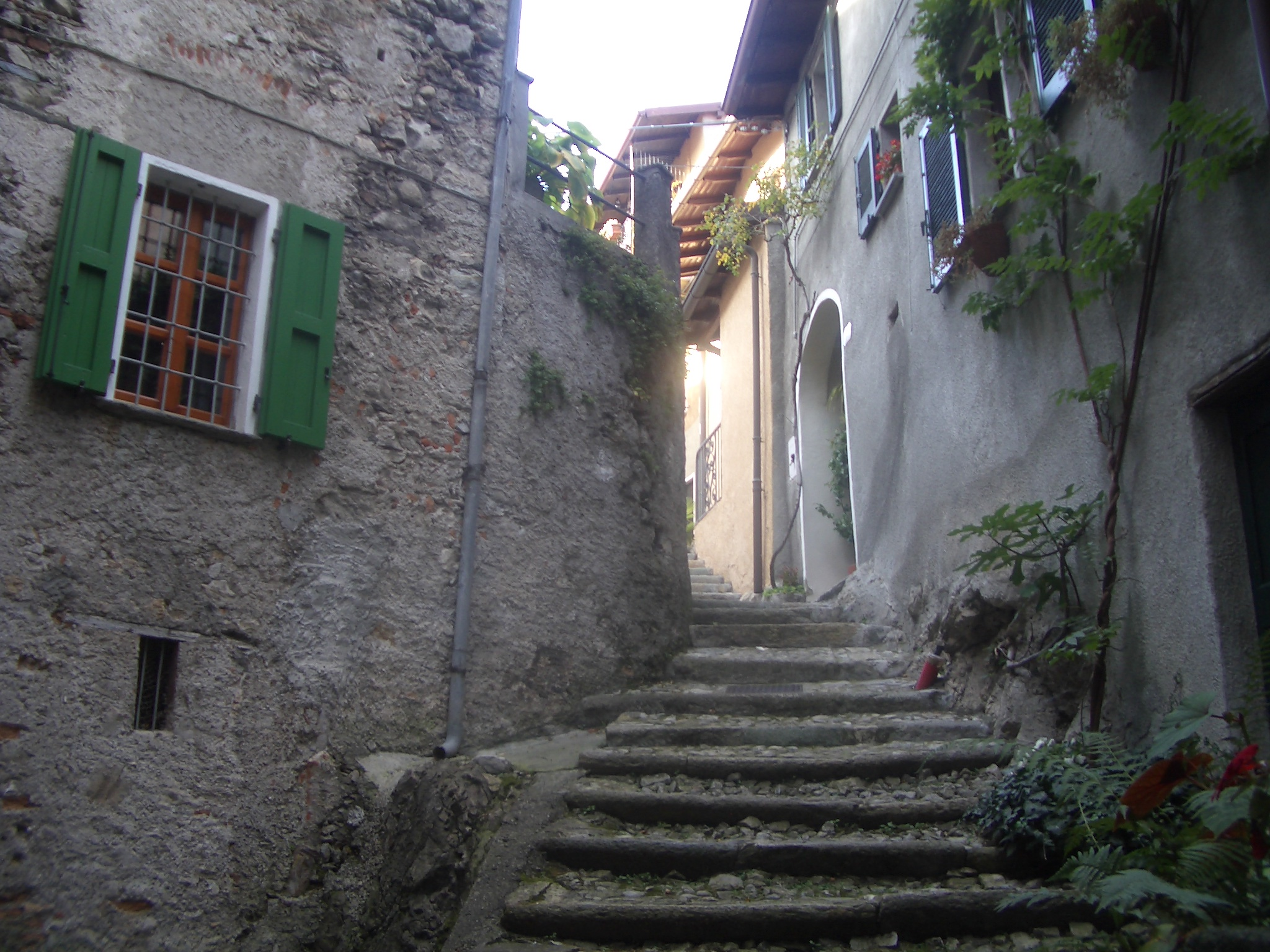
Castello, Gasse
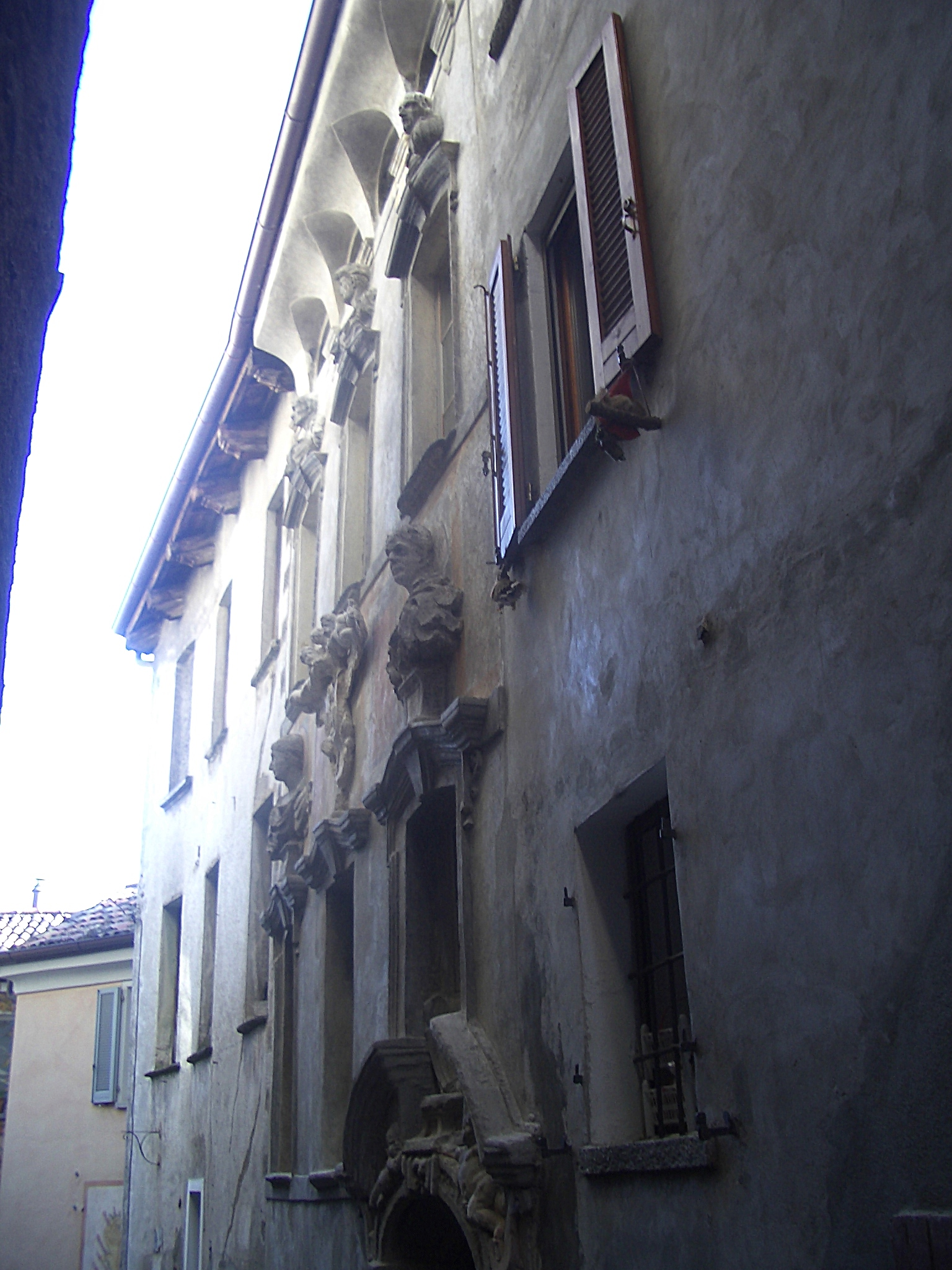
Castello, Museum Casa Pagani
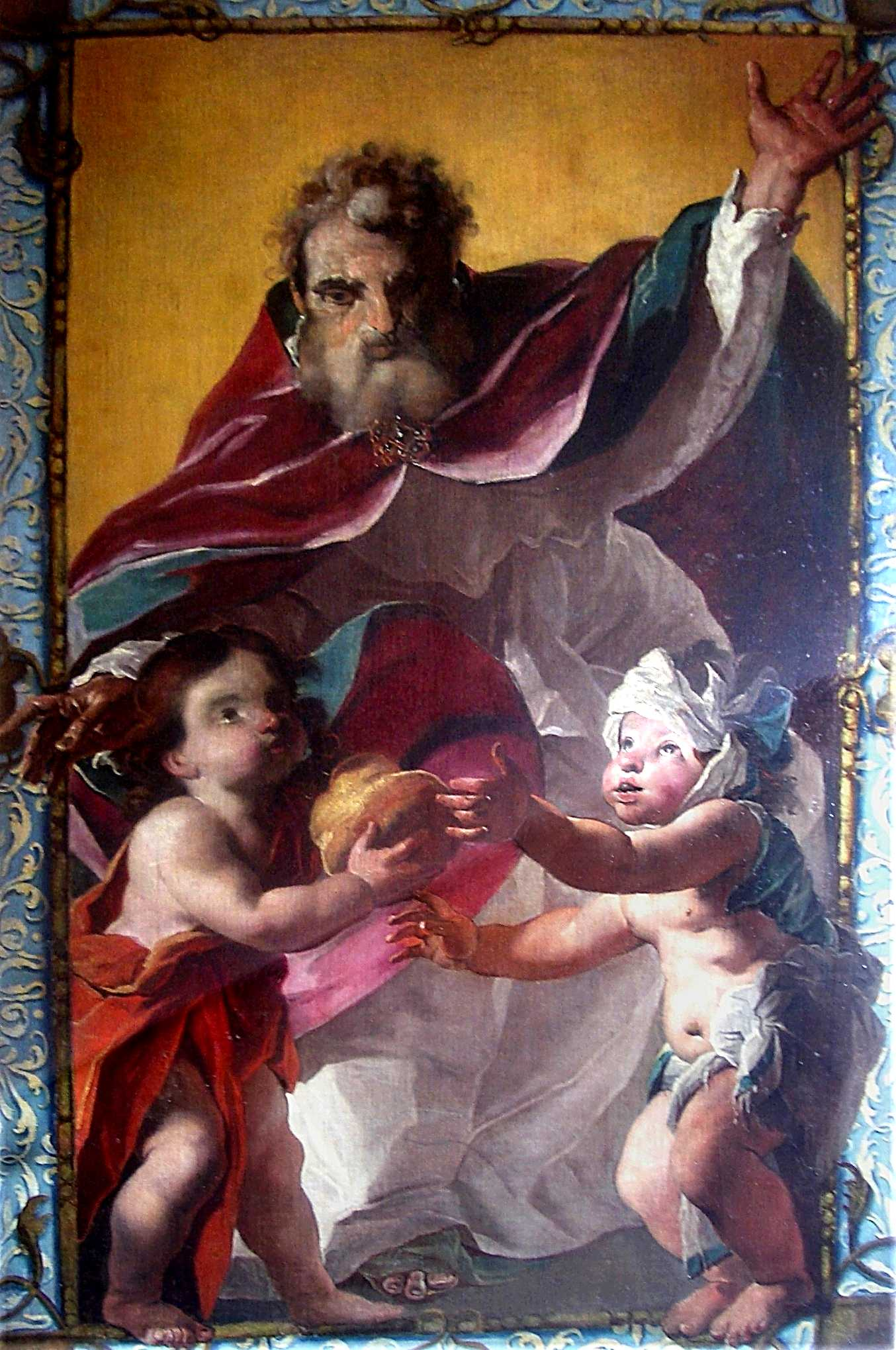
Gott Vater segnet zwei Kinder, die ein Brot teilen (Allegorie der Eucharistie), Museum Casa Pagani
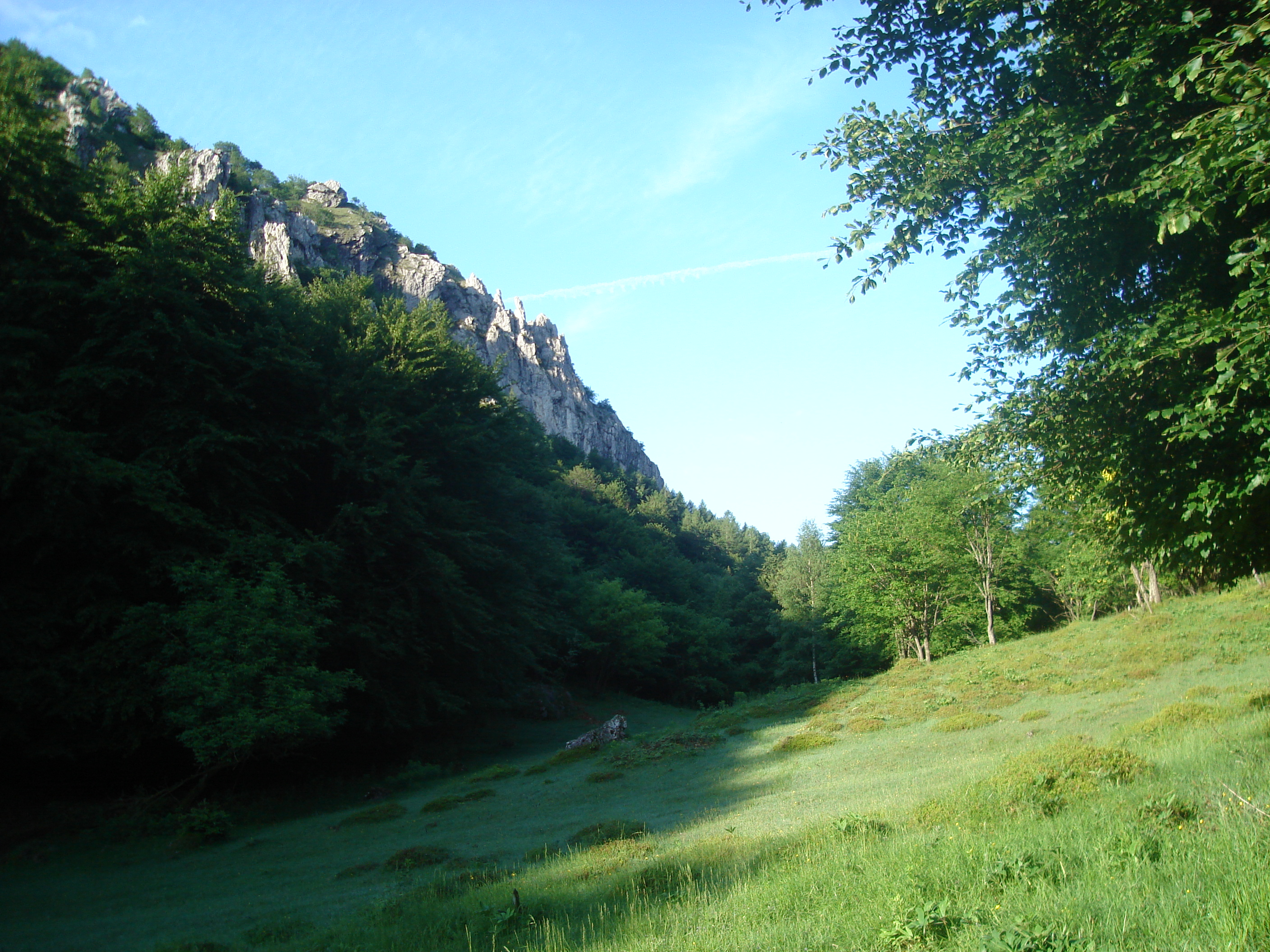
Naturpark
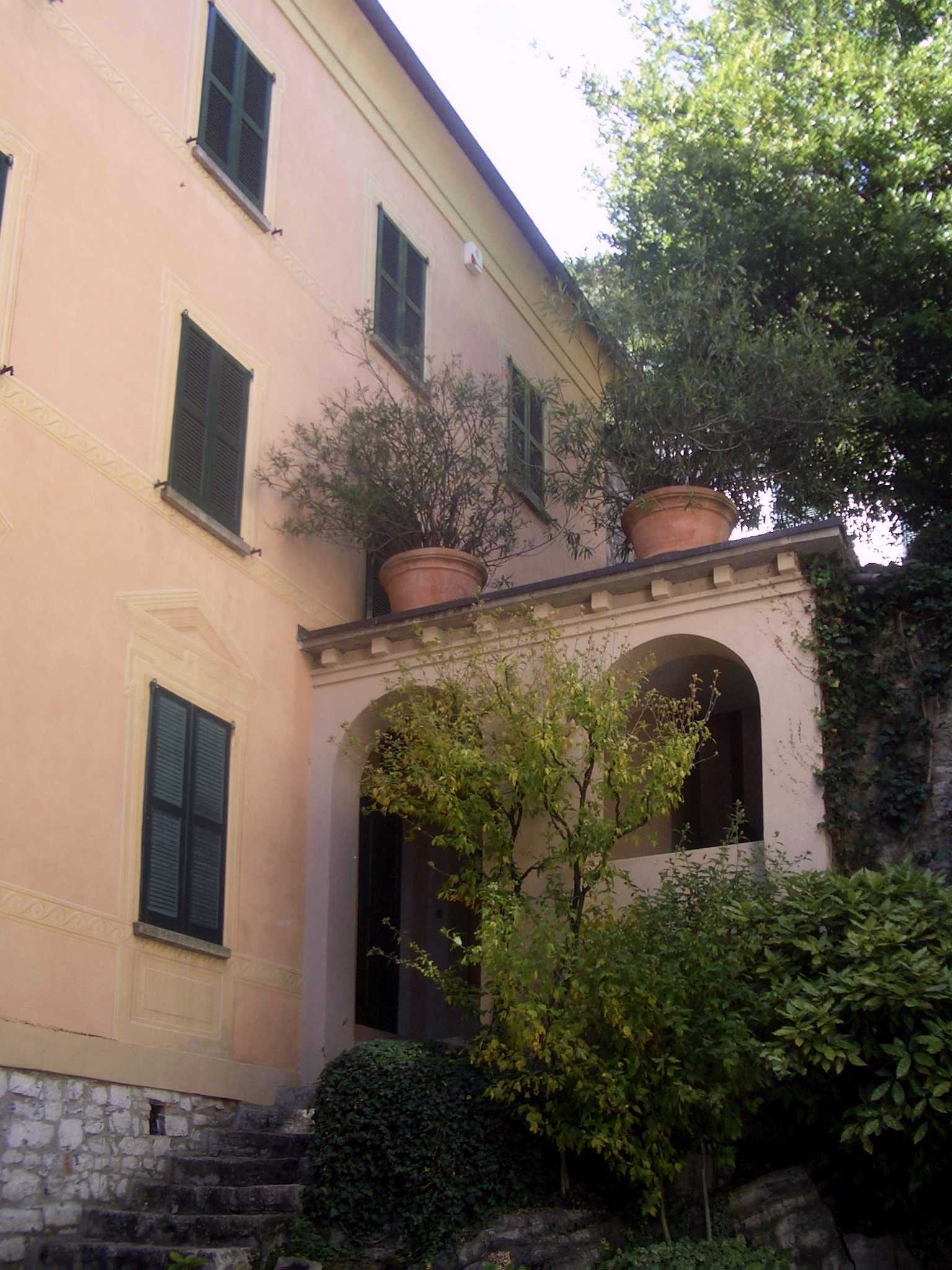
Villa Fogazzaro Roi